# Aulosaccus schulzei
Aulosaccus schulzei är en svampdjursart som beskrevs av Isao Ijima 1896. Aulosaccus schulzei ingår i släktet Aulosaccus och familjen Rossellidae.
Artens utbredningsområde är havet kring Japan. Inga underarter finns listade i Catalogue of Life.